# Chancelaria Federal Suíça
A Chancelaria Federal Suíça é o órgão central que coordena os trabalhos do Conselho Federal suíço e prepara as reuniões. Assiste o Presidente da Confederação suíça em assuntos do governo, e assegura as relações com Assembleia Federal Suíça (parlamento).

## Estrutura
A Chancelaria Federal é dirigida pelo Chanceler ou pela Chanceleira da Confederação Helvética e em 2012 estava dividido em quatro setores  :
- Setor Chancelaria - o Chanceler. Planificação; Direitos políticos
- Setor Informação e Comunicação - um Vice-Chanceler. Apoio à comunicação; Informação e comunicação; Cyber-administração; Formação à gestão de crises
- Setor Conselho Federal - um Vice-Chanceler. Assuntos do Conselho Federal; Direito; Publicações oficiais; Linguística central (Alemã; Francesa; Italiano; e terminoloia)
- Setor dos Serviços Internos - um Vice-Chanceler. Pessoal e recursos; Serviços informáticos; e Gestão dos assuntos e logística.

## História
A história da chancelaria remonta a 1803, e assim é mesmo mais antiga do que o Estado Federal que aparece em 1848. Com a fundação deste, o Chanceler e o Secretário de Estado eram mais ou menos as únicas pessoas permanentes da Confederação. Com a fundação do Estado Federal, o chanceler perdeu importância e tornou-se um serviço administrativo do Conselho Federal Suíço e do Parlamento da Suíça, encarregado dos processos-verbais das reuniões. 
Hoje em dia, o Chanceler federal é um centro administrativo que compreende três setores principais: Assuntos do Conselho Federal, Planificação e estratégia, e Informação-Comunicação .

## Ligação Externa
«Página oficial» - Chancellerie fédérale